# Țentralnîi
Țentralnîi (în ucraineană Центральний) este o așezare de tip urban din raionul Perevalsk, regiunea Luhansk, Ucraina. În afara localității principale, nu cuprinde și alte sate.

## Demografie
Componența lingvistică a așezării de tip urban Țentralnîi
     Rusă (53,59%)
     Ucraineană (45,54%)
     Alte limbi (0,68%)
Conform recensământului din 2001, majoritatea populației așezării de tip urban Țentralnîi era vorbitoare de rusă (53,59%), existând în minoritate și vorbitori de ucraineană (45,54%).